# Harpactea corinthia
Harpactea corinthia là một loài nhện trong họ Dysderidae.
Loài này thuộc chi Harpactea. Harpactea corinthia được miêu tả năm 1984 bởi Brignoli.